# TanzAlarm Club
Der TanzAlarm Club ist eine deutsche Fernsehunterhaltungssendung für Kinder, die vom ZDF und KIKA produziert und ausgestrahlt wird.

## Sendung
Die Sendung wurde erstmals im August 2019 ausgestrahlt und ist ein Spin-Off zum TanzAlarm.
Der TanzAlarm Club wird von den TanzAlarm-Kids (Käthe, Larissa, Hannah und Luna) moderiert. In jeder Ausgabe werden von den Moderatorinnen neue Songs vorgestellt und die dazugehörige Choreografie. Das Besondere ist auch, das Kinder die im Publikum sitzen aktiv mit tanzen können. Ebenfalls ein Teil der Sendung sind die Aufgaben und musikalischen Challenges die von den Kids und Gästen erledigt werden sollen. Unterstützung bekommen sie von den „TanzAlarm“-Gesichter wie Singa, Volker Rosin und dem fiktiven TanzTapir.
In jeder Folge werden die TanzAlarm-Kids von verschiedenen Gästen, die vor allem bei den Kindern bekannt sind, unterstützt. So waren unter anderem DSDS-Gewinner Prince Damien sowie der ehemalige Tabaluga-Tivi Moderator Tom Lehel zu Gast.
Produziert wird die Sendung in den Studios in Erfurt.

## Ausgaben
| Folge | Erstausstrahlung     | Gäste                |
| ----- | -------------------- | -------------------- |
| 1     | Mo., 5. August 2019  | Prince Damien        |
| 2     | Di., 6. August 2019  | herrH                |
| 3     | Mi., 7. August 2019  | Linus Bruhn          |
| 4     | Do., 8. August 2019  | Tom Lehel            |
| 5     | Fr., 9. August 2019  | Oonagh               |
| 6     | Sa., 10. August 2019 | Dj Nielsen           |
| 7     | Mo., 12. August 2019 | Sven van Thom        |
| 8     | Di., 13. August 2019 | Robeat               |
| 9     | Mi., 14. August 2019 | Bürger Lars Dietrich |
| 10    | Do., 15. August 2019 | Ross Antony          |
| 11    | Fr., 16. August 2019 | Clarissa             |
| 12    | Sa., 17. August 2019 | Jonas Monar          |
| 13    | Sa., 24. August 2019 | Volker Rosin         |